# Flet prosty basowy

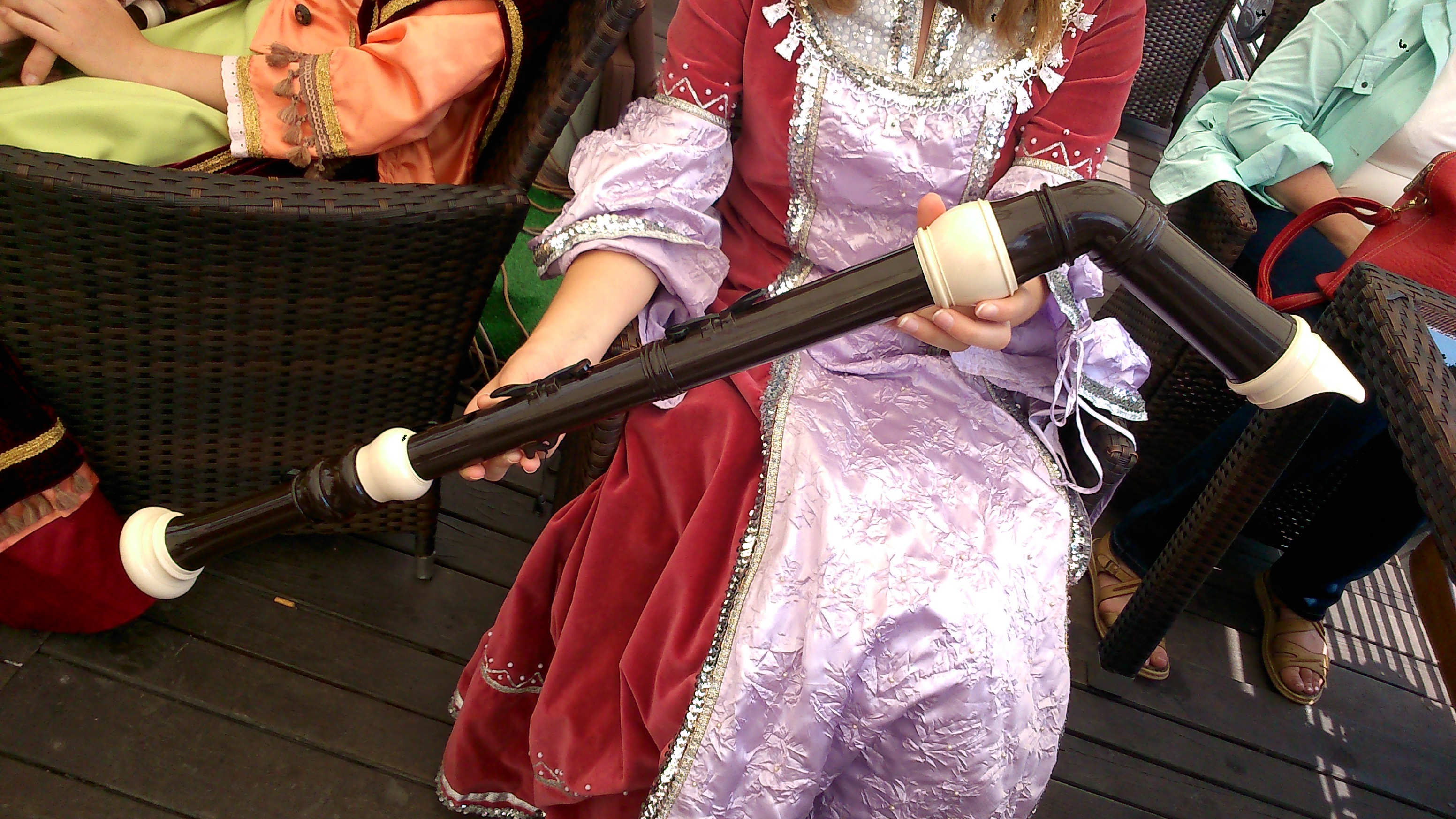
Flet basowy

Flet prosty basowy – instrument dęty drewniany z rodziny fletów prostych, należący do grupy aerofonów wargowych. Jego skala sięga o oktawę niżej od fletu sopranowego (c/B) – C³). Z powodu długości rury (ok. 146 cm), w wersjach historycznych zaopatrzony był w eskę. We współczesnych – jego główka bywa wygięta w kształcie litery „J”, aby ułatwić trzymanie instrumentu. Najczęściej wykorzystywany jest w większych zespołach fletów prostych, bardzo rzadko w orkiestrach.
Większe od niego są jeszcze flety:
- flet subbasowy (o skali niższej o kwintę);
- flet kontrabasowy (o skali niższej o oktawę).

## Budowa
Zbudowany jest z czterech części: główki, korpusu, zakrzywionej część łączącej główkę i korpus oraz stopki. W zależności od modelu, jego rejestr może sięgać do c małego lub B wielkiego. System klap jest zmodyfikowany ze względu na rozmiar – rozstaw palców jest tu najszerszy z całej rodziny fletów. Klapy trylowe służą nie tylko do wykonywania ozdobników, lecz również pomagają wydobyć niektóre mniej stabilne dźwięki ze środkowego i wyższego rejestru instrumentu. Zwykle tworzony jest ze stopu srebra.